# Географическая энциклопедия Украины
Географическая энциклопедия Украины (укр. Географічна енциклопедія України) — первое украинское издание энциклопедического характера, составленное на основе современных достижений географической науки, которое содержит сведения о природной среде и природных ресурсах Украины, размещении производительных сил и отраслевой структуре её экономики, о населении, об особенностях природно-территориальных и производственно-территориальных комплексов, становлении и развитии на Украине географических наук.
Энциклопедия содержит примерно 7500 статей.
Издана в 1989–1993 годах в трёх томах.

## Редакция
- Редакционный коллектив — А. М. Маринич (ответственный редактор), Ф. С. Бабичев, В. И. Беляев, С. И. Дорогунцов и др.

## Издательство
- «Украинская энциклопедия»

| Том | Статьи-термины на буквы | Год издания | Кол-во стр. |
| --- | ----------------------- | ----------- | ----------- |
| 1   | А—Ж                     | 1989        | 416         |
| 2   | З—О                     | 1990        | 480         |
| 3   | П—Я                     | 1993        | 480         |